# Theude Grönland

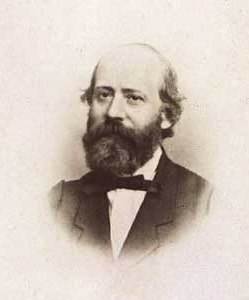
Theude Grönland, Fotografie von Johann Theodor Prümm, 1876

Theude Grönland, auch in der Schreibweise Grønland oder Groenland, (* 31. August 1817 in Altona, Herzogtum Holstein; † 16. April 1876 in Berlin), war ein deutsch-dänischer Blumen-, Stillleben- und Dekorationsmaler.

## Leben

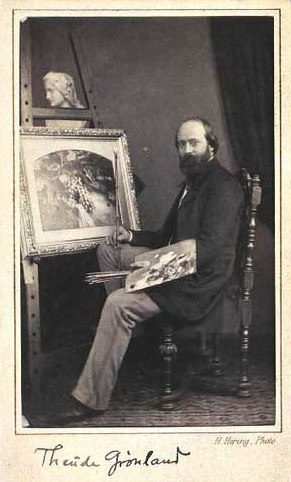
Theude Grönland an der Staffelei, Fotografie von Henry Hering, 1861

Grönland (der seinen Familiennamen sein Leben lang selbst mit Umlaut schrieb), Sohn des Altonaer Organisten Johan Friedrich Grønland und dessen Frau Sophie, geborene Runge aus Hadersleben, studierte in den Jahren 1837 bis 1839 an der Königlich Dänischen Kunstakademie in Kopenhagen, wo er einige Porträts hervorbrachte. 1840 ging er als Porträtmaler nach Antwerpen, im Oktober 1842 nach Paris und anschließend längere Zeit nach Italien, wo er erkannte, dass seine wahre Stärke in der Darstellung südlicher Blumen- und Früchtestillleben lag. 1846 war er wieder in Paris, wo er Simone Olympe Maréschal heiratete, die 1849 in Eaubonne den Sohn René gebar, der durch Unterweisung des Vaters ebenfalls ein Stilllebenmaler wurde. Außer seinem Sohn führte Grönland die Malerinnen Marie Remy und Anna Eichens an dieses Genre heran. Der Salon de Paris des Jahres 1848 ehrte Grönland mit einer Goldmedaille erster Klasse, die Weltausstellung Paris 1855 mit einer Goldmedaille zweiter Klasse. 1858 nahm ihn die Kopenhagener Akademie als ausländisches Mitglied auf. Wiederholt reiste er nach London, wo er im Kristallpalast vertreten war und von Queen Victoria mehrere Aufträge erhielt. Von  1859 bis 1868 hielt sich Grönland in der Künstlerkolonie Barbizon auf. 1859 wurde dort der Sohn Nel geboren, der ebenfalls Maler wurde. Angesichts der wachsenden politischen Spannungen zwischen Deutschland und Frankreich wurde Grönland 1869 in Berlin ansässig, wo er für Franz Hubert von Tiele-Winckler das Speisezimmer in dessen 1876 von Gustav Ebe erbauten Palais an der Hitzigallee 21 (Regentenstraße) in Berlin-Tiergarten ausmalte.

## Werke (Auswahl)
- Blumenstück mit antiker Vase, 1845
- Mohn, Tulpen und Rosen in einer Vase, 1846
- Stillleben mit Herbstfrüchten, 1847
- Stillleben mit Ente, Garnele und einer Platte Austern, 1849
- Blumen in Gläsern mit Früchten, zwischen 1849 und 1868
- Winterlandschaft mit Vögeln, 1872
- Pfirsiche mit weißen Weintrauben
- Singvögel im Schnee

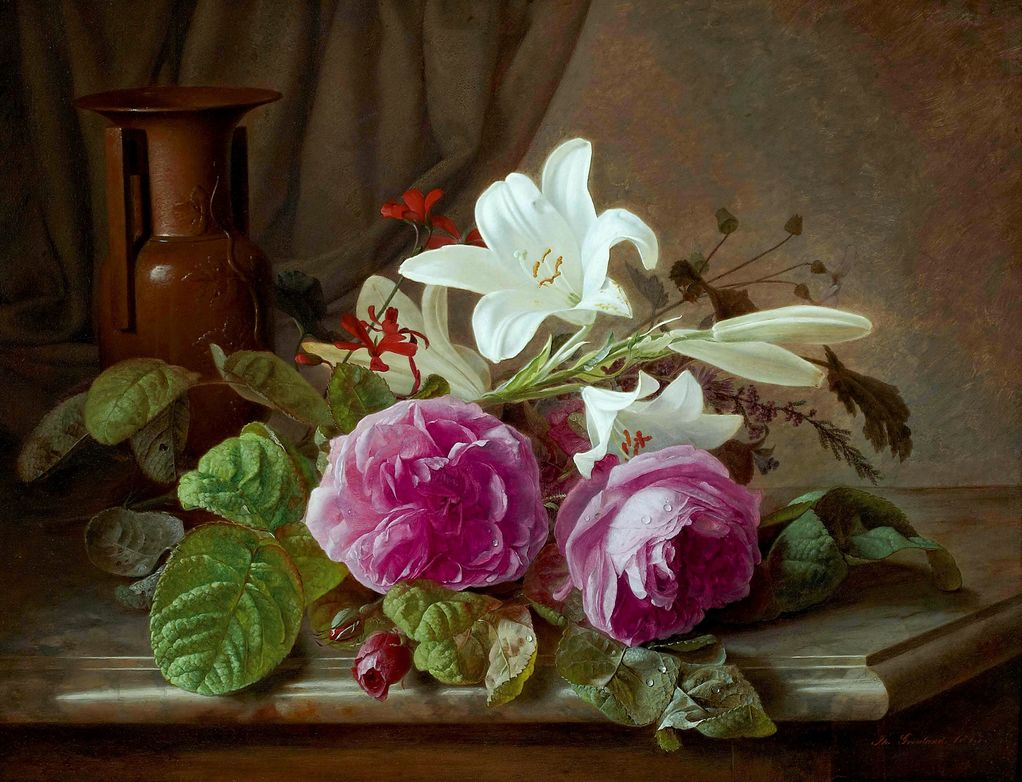
Blumenstück mit antiker Vase
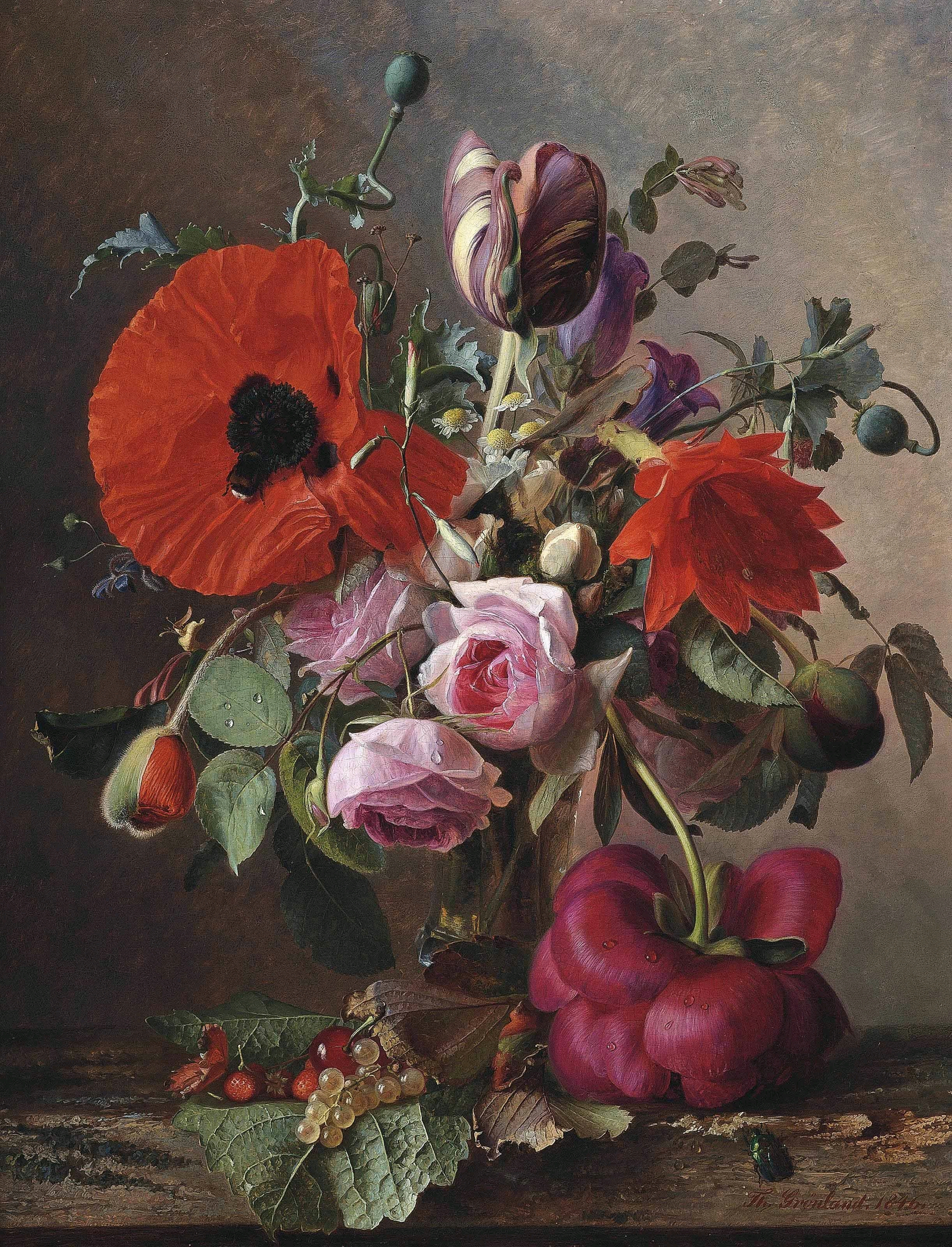
Mohn, Tulpen und Rosen in einer Vase
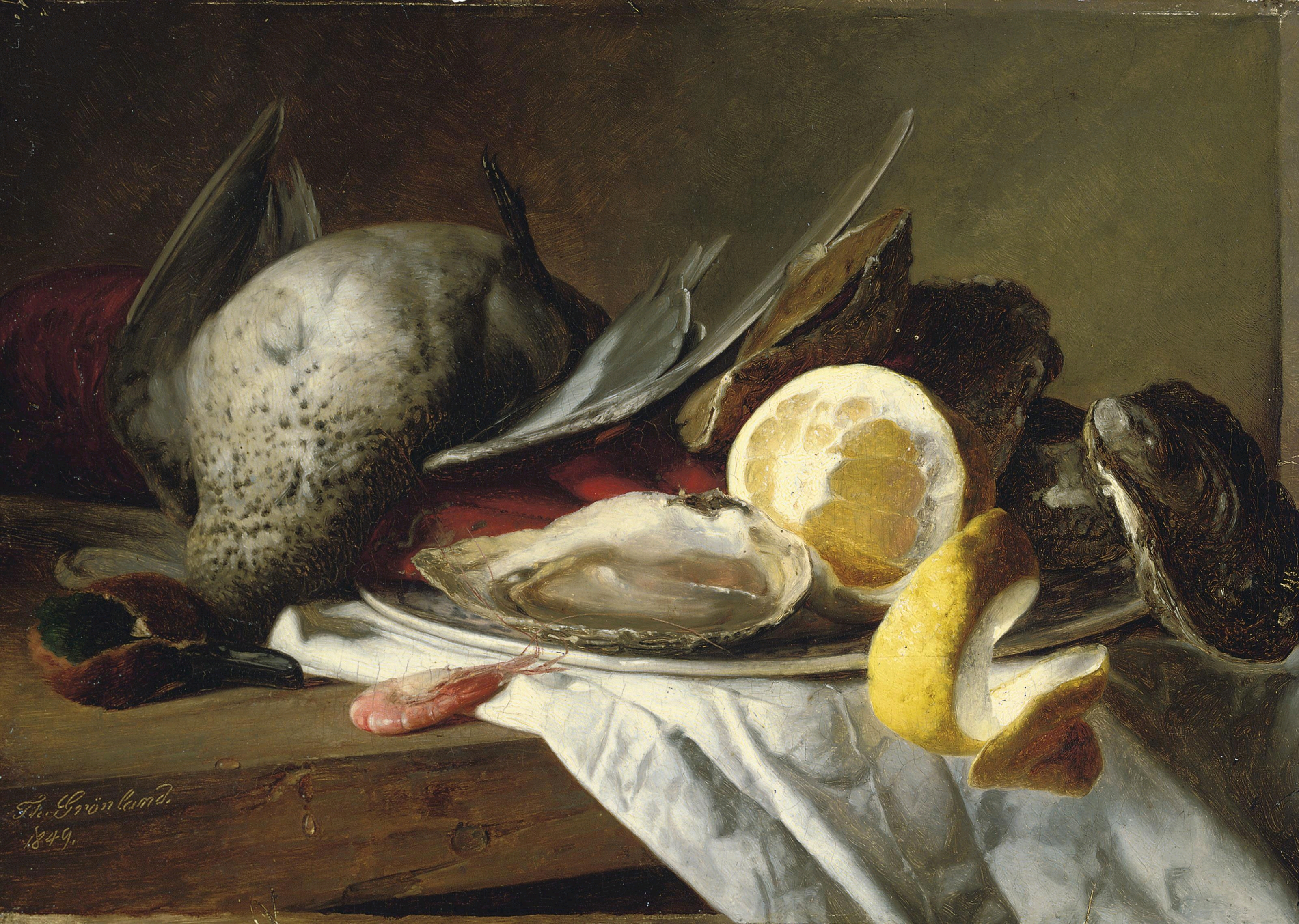
Stillleben mit Ente, Garnele und einer Platte Austern
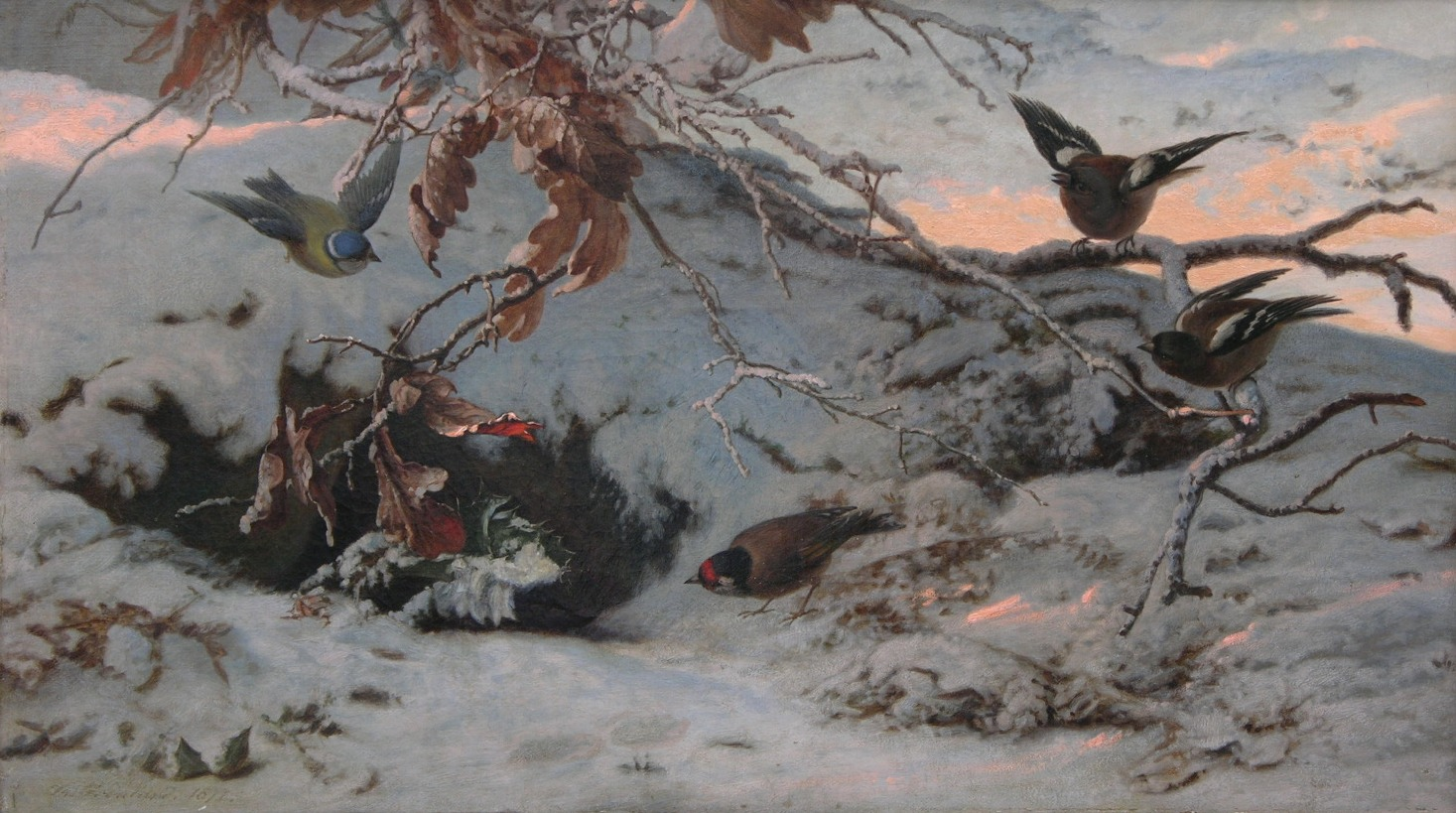
Winterlandschaft mit Vögeln